# Врата серебряного ключа
«Врата серебряного ключа» (англ. Through the Gates of the Silver Key) — фантастический рассказ американского писателя Говарда Филлипса Лавкрафта, написанный в соавторстве с Хоффманом Прайсом с октября 1932 по апрель 1933 года. Впервые был опубликован в журнале «Weird Tales» в июле 1934 года. Рассказ «Врата серебряного ключа» является прямым продолжением рассказа «Серебряный ключ» (1926) и входит в «Цикл снов», хотя, при этом, в нем преимущественно описываются миры в космосе.

## Сюжет

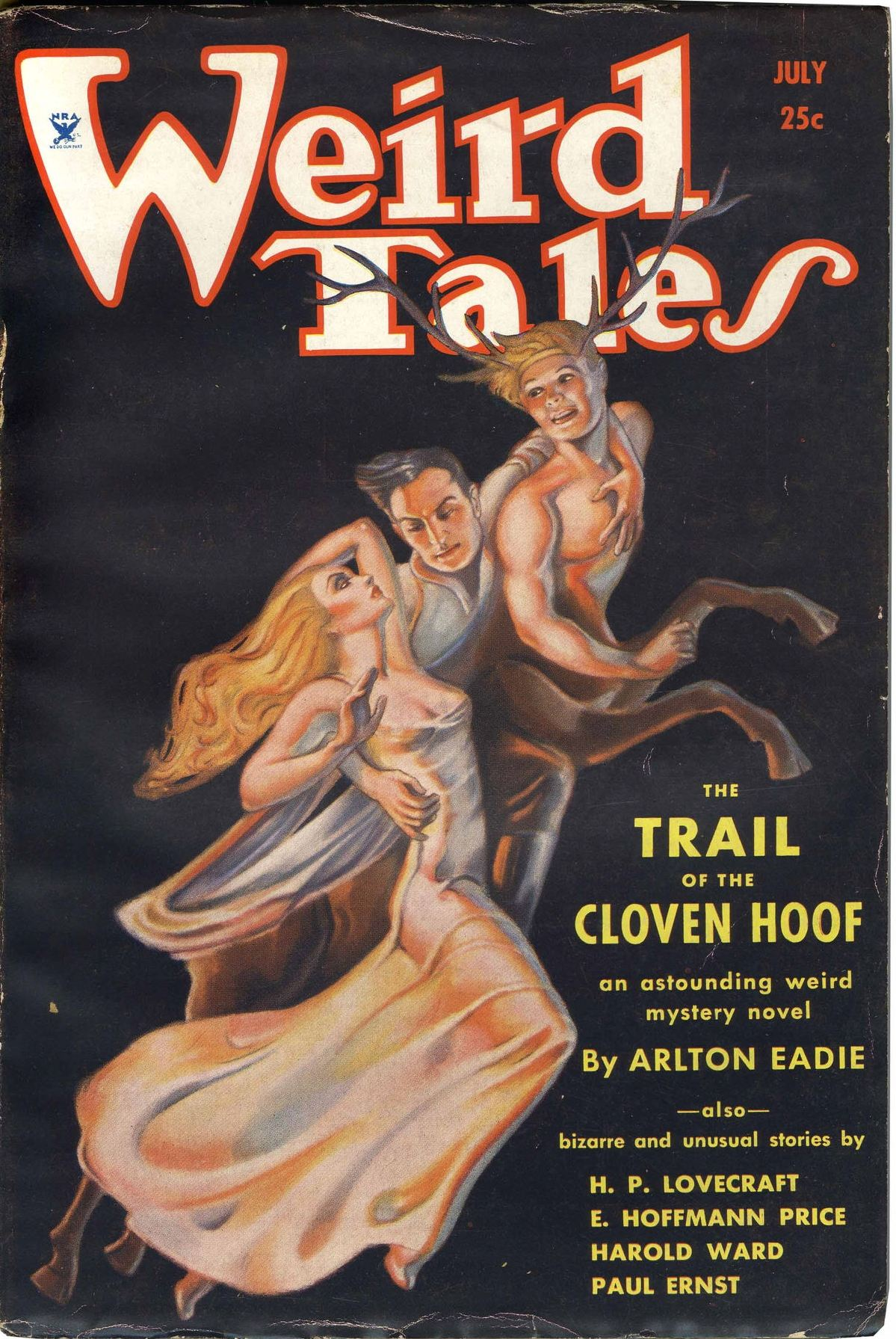
Weird Tales (июль 1934 года, том 24, № 1) рисунок Арлтона Иди «След раздвоенного копыта». Обложка Маргарет Брандейдж

В начале рассказа говорится о таинственном исчезновении Рэндольфа Картера в 1928 году и повторяются события предыдущего рассказа — «Серебряный ключ». События происходят в 1932 году в Новом Орлеане, в доме Картера, где собрались по вопросу наследства четверо мужчин: Этьен Мариньи, Аспинволл, Уорд Филлипс и Свами Чандрапутра. Комнату окутывал дурманящий дым благовоний, а в углу тикали часы в форме гроба, с четырьмя стрелками показывающими внеземное время. Начинается слушание дела о наследстве. Рассматриваются письма, книги и предметы Картера.

Свами передает послание от Картера из Иного мира. Картер нашел в пещере Врата в космос и отправился к «Последней Пустоте» (англ. Last Void), где обитает проводник Умр ат-Тавила — Древнейший, который создал жизнь на Земле миллионы лет назад, когда по ней ходили Забытые лики (англ. Forgotten shapes) и Чудовищные ожившие твари (англ. Monstrous living things). В легендах об этой сущности указывают символ в виде гигантской руки. Картер оказался в помещении посреди космоса, где стоят каменные квазигексагональные пьедесталы, на которых сидят неопределенные фигуры (англ. ill-defined Shapes). Одна из фигур скользит под поверхностью пола. Древние (англ. Ancient One) говорят, что Картеру предстоит пройти «Последние Врата» (англ. Ultimate Gate) и посвящают его в одного из них. Звучит дивное пение, что погружает Древних в сон, в котором они созерцают беспредельные Внешние просторы и абсолютные пределы, дабы вобрать в себя силы для открытия «Последних Врат». Картер прошел в титановую арку в каменной глыбе и перестал быть одним человеком, став одновременно многими людьми, во многих местах времени, которые существуют вне времени и традиционной модели трех измерений. Непостижимым образом, все они составляют легион из него самого. 
Картера можно сравнить с индуистским божеством с множеством рук и голов. Он перестал понимать кто истинный Картер, а кто был добавлен. Эдмунд Картер, бежавший из Салема в Аркхем; Пикман Картер, который в 2169 году отразит натиск монгольских орд в Австралии; маленький мальчик Картер, неясная тень Картера на пьедестале, Картер в космосе, Картеры из других времен. Появляется бесконечное число существ, созданных из него самого: Сущность с планеты Китанил посетившая Гиперборею, где поклонялись Тсатхоггуа; форма жизни на Китаниле; Существо из галактики Шонхи (англ. Galactic Shonhi); Четырёхмерный газообразный разум (англ. Four-dimensioned gaseous consciousness); Растительный мозг с кометы (англ. Vegetable brain on a dark radio-active comet); летучий мозг из космоса (англ. Vaporous brains of the spiral nebulae); Картеры нечеловеческих форм, позвоночные и беспозвоночные животные-Картеры, Картеры-растения; Картеры летящие в космосе от одного мира к другому; Споры вечной жизни дрейфующие из одной Вселенной в другую… 
Некая сверхъестественная сущность «Бытия» (англ. BEING) собрала все его сущности воедино и открыло ему тайны мироздания, чему ранее удостоились лишь 11 существ с Земли, из которых 5 были людьми. Картер познал тайны наук и силы Богов Земли (англ. Gods of earth), и захотел узнать об вымершей расе существ на далекой планете Яддит, «Бытие» предупредило Картера, чтобы он запомнил символы, необходимые для его возвращения домой, а затем перенесло сознание Картера в тело инопланетянина Зкаубы (англ. Zkauba). Картер оказался в ещё не родившимся мире будущего, с пятью солнцами, на планете Яддит, где обитают похожие на тапиров существа с клешнями (англ. Clawed, tapir-snouted denizens), а также чудовищные Дхолы (англ. Bholes). Желание Картера было ошибкой, ибо он оказался заперт в теле клешнерукого пыхтящего существа. Два разума боролись в одном теле и периодически сменяли друг друга. К сожалению, Картер забыл символы для возвращения в его мир. Прошли тысячелетия, Картер облетел на световом корабле-оболочке (англ. Light-beam envelopes) планеты Стронти, Мтуру, Кат и побывал в библиотеке, где описаны десять тысяч живых миров. Там он беседовал с мудрецами Яддита и со старейшинами Буо (англ. Arch-Ancient Buo). Картер нашел способ подавить инопланетный разум с помощью наркотического зелья. Овладев телом, Картер полетел на световом корабле через бездны космоса к тройной звезде Нитон, а оттуда — к Земле. Ему пришлось проделать весь этот путь, ради формулы в его дневнике с заклинаниями Р’льех, на котором говорили Отродья Ктулху (англ. Spawn of Cthulhu), что могут вернуть его в тело человека. Тем временем Картер попросил Свами удержать дом от раздела наследства.
Свами утверждает, что Картер вернулся в 1930 году в Бостон и после жил в Вест-энд. Аспинволл выходит из себя и обвиняет Свами в мошенничестве. В драке он срывает маску с лица Свами. Оказался, что на самом деле Свами не человек, а Картер все еще запертый в отвратительном теле инопланетянина Зкаубы. Аспинволл замертво упал. Другие очевидцы не увидели лица Картера/Зкаубы. Затем Картер открыл клешнями дверцу часов в форме гроба и исчез внутри (используя часы как средство перемещение во времени). Рассказ заканчивается расплывчатым постскриптумом, в котором говорится, что Свами был преступником и загипнотизировал других наследников, чтобы присвоить себе имущество. Жуткая история вызвала у Аспинволла сердечный приступ. С тех пор Де Мариньи не может не думать о странных часах.

## История создания
История берет свое начало из интереса Хоффмана Прайса к рассказу Лавкрафта:
«Один из моих любимых рассказов Лавкрафта был и остается «Серебряный ключ». Рассказывая ему об удовольствии, которое я испытал, перечитывая рассказ, я предложил написать продолжение, чтобы объяснить судьбу Картера после его исчезновения».Хоффман Прайс в мемуарах 1944 года.
После убеждений, Лавкрафт неохотно согласился сотрудничать в продолжении, и в августе 1932 года Прайс написал черновик из 6000 слов. В апреле 1933 года Лавкрафт выпустил версию из 14 000 слов, которая, по оценке Прайса, оставила неизменной «менее пятидесяти его оригинальных слов».
«Энциклопедия Лавкрафта» говорит, что автор «придерживался как можно большего числа концепций Прайса, а также упоминает некоторые из его вымышленных языков». Таким образом, многие из центральных идей в рассказе происходят от Прайса: имя араба «Умр-ат-Тавил», математические теоремы, множественные воплощения Картера. Прайс эрудирован в области неоплатонической мысли, теософии и оккультизме. Даже цитата из «Некрономикона» в основном написана Прайсом в общих чертах, хотя она подражает литературному стилю Лавкрафта. Прайс переносит множество идей из ранее написанных Лавкрафтом произведений. В рассказе упоминается «Книга Тота» и индийская мифология.

## Влияние
Хоффман Прайс остался доволен результатом Лавкрафта, сказав: «конечно, он был прав в отбрасывании всего, кроме основного плана. Я мог только удивляться тому, как много он создал из моего неадекватного и неумелого начала». Черновик Прайса был опубликован как «Повелитель иллюзий» в журнале «Crypt of Cthulhu» в 1982 году.
В английской литературе часто описываются Иные миры, такие как «Мир Фей» или «Страна богов», куда попасть можно, имея магический предмет, такой как Серебряная ветвь.
Кларк Эштон Смит в рассказе «Свет из Запределья» (англ. The Light from Beyond) (апрель 1933) описывает похожие преображения с героем, который превращается во множество существ.

## Критика
Уилл Мюррей, исследователь творчества Лавкрафта, говорил про «Врата Серебряного Ключа», что «Как подобие сказок Дансани при сотрудничестве Прайса и Лавкрафта он провалился; поскольку мифический рассказ богат идеями, но они очень разбавлены». В «Тысяче плато» (1980) Жиль Делёз и Феликс Гваттари назвали этот рассказ одним из шедевров Лавкрафта.

## Персонажи
- Картер

Рэндольф Картер (англ. Randolph Carter) — главный герой, который пропал без вести. Картер долгие годы прожил в Бостоне, но все его предки были родом из Аркхема.
- Свами

Свами Чандрапутра (англ. Swami Chandraputra) — чернобородый индус в тюрбане брамина высшей касты. Его неподвижное четко очерченное лицо и черные, как ночь, сверкающие глаза, производили странное впечатление. Он является посвященным в таинства мистиком из Бенареса. Он говорил, подчеркивая каждое слово, отчего его голос звучал как-то механически и в то же время глухо, контрастируя с богатством и правильностью интонаций, характерных для коренного англосакса, но вовсе не уроженца Индии. Одет как европеец, но широкий костюм сидел на нем нескладно, а густая борода, восточный тюрбан и длинные перчатки придавали его облику оттенок какой-то заморской эксцентричности.
- Харли

Харли Уоррен (англ. Harley Warren) — близкий друг Картера, мистик из Южной Каролины, изучал язык Наакаль и язык гималайских жрецов. Учился у Полковника Черчуорда. Уорен знаком с Йогом, который пробывал в Йан-хо, на развалинах древнего Ленга, и вывез из города несколько диковин. Уорен изучал древние фолианты из Индии в 1919 году. Одна из книг была написана на другой планете. Уорен взял ее на старое кладбище и спустился в склеп, после чего пропал без вести.
- Этьен

Этьен-Лоран де Мариньи (англ. Etienne-Laurent de Marigny) — учёный-мистик, востоковед, креол, душеприказчик и издатель Картера. Изначально дом в Новом Орлеане принадлежал ему. Служил вместе с Картером во Французском Иностранном легионе. Показал Картеру секреты склепов в Байонне на юге Франции.
- Уорд

Уорд Филлипс (англ. Ward Phillips) — мистик из Провиденс. Вероятно, персонаж имеет отношение к самому Лавкрафту.
- Эспиноуолл

Эрнест К. Эспиноуолл (англ. Ernest B. Aspinwall) — кузен Картера, эсквайр из Чикаго. Является двоюродным братом по материнской линии (поэтому он не Картер). Седой, плотный, с красным, апоплексическим лицом и короткими бакенбардами.

### Второстепенные персонажи
Рассказчик упоминает персонажей из рассказа «Серебряный ключ»: Старый Паркс (англ. Old Parks), Гуди Фаулер (англ. Goody Fowler), Кристофер (англ. Christopher), Эдмунд Картер (англ. Edmund Carter), Бениджа Кори (англ. Benijah Corey), полковник Черчуорд (англ. Col. Churchward).

## Образы

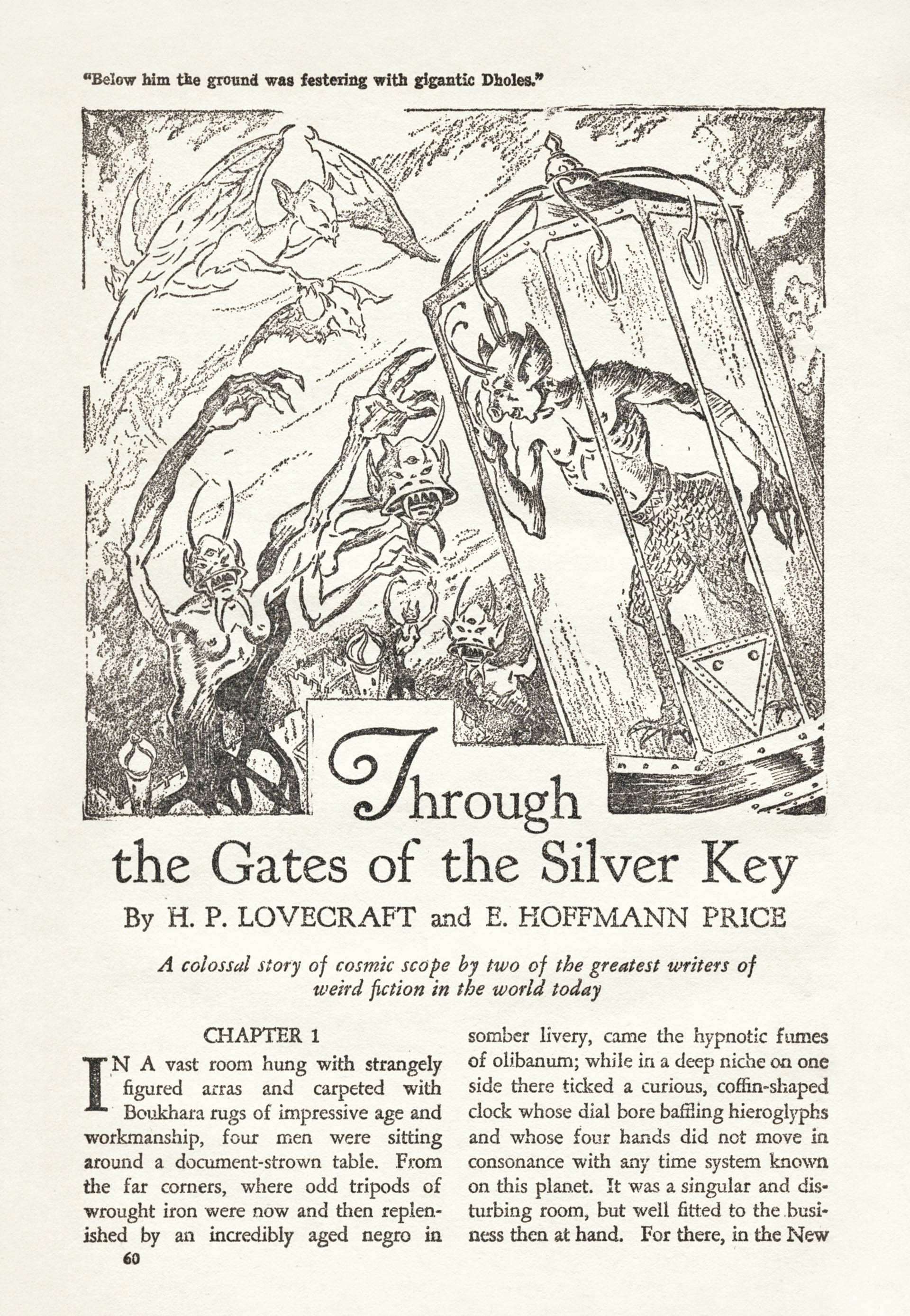
Титульный лист рассказа в журнале «Weird Tales», июль 1934 г. Иллюстрация Х. Р. Хаммонда

- Умр ат-Тавил (англ. ’Umr at-Tawil) — Древнейший (англ. Most Ancient One), возможно, это одно из воплощений Йог-Сотота, но на это нет указаний.

В «Книге Тота» сказано о страшной силе Его взгляда. Ушедшим вслед за Ним не суждено вернуться, ведь в бескрайних просторах витают формы тьмы (англ. Shapes of darkness), порабощающие Дух. Шамблет (англ. Shambleth) в ночи попирает Извечный знак (англ. Elder Sign). Твари, что стерегут тайные врата у всех погребальниц и питаются злаками могил ничто в сравнении с Ним, он «Тот, кто охраняет Врата». Он способен стремительно пронестись по всем мирам и швырнуть любого в Бездну неимменуемых пожирателей (англ. Abyss of unnamable Devourers). Ибо он Умр ат-Тавил, древнейший на свете и его имя означает «Продолжатель жизни» (англ. The Prolonged of life). 
- Древние (англ. Ancient Ones) — в этом произведение представлены, как фигуры неопределенных форм, восседающие на пьедесталах в космосе, со скипетрами в руках, общаются телепатически.

Формы были вдвое выше людей, укутанные тканью нейтральных тонов, в их контурах угадывалось параллельное сходство с землянами. Говорили без слов. Они были тем, чего боялся весь мир с тех пор, как Ломар поднялся из моря, и Крылатые (англ. Winged Ones) пришли на Землю, чтобы обучить людей Древним Знаниям (англ. Elder Lore). Один из них поднял руку или что-то соответствующее ей. Теперь они стали похожи на людей, хотя, это были не люди. На их покрытых капюшонами головах засверкали тиары невиданных цветов, похожие на фигуры, высеченные неизвестным скульптором в высоких запретных горах Тартара. В складках их одежд виднелись длинные скипетры с резными оконечностями, в коих улавливалась гротескная, архаическая тайна. 
- Йог-Сотот (англ. Yog-Sothoth) — Древний бог, которого Картер встретил за «Последними Вратами». Йог-Состот исключительная сущность, он считает Древних богов своими собственными проявлениями.

Безграничное Бытие воплощало Все-в-Одном и Одно-во-Всем, о котором Картеру поведали волны. Оно заключало в себе не только время и пространство, но и весь универсум с его безмерным размахом, не знающим пределов, и превосходящим любые фантазии и расчеты математиков и астрономов. Возможно, в древности жрецы тайных культов называли его Йог-Сототом. Похожим на раков инопланетянам с Юггота он был известен как Находящийся-за-Краем (англ. Beyond-One). Его летучих вестников со спиралевидными мозгами (англ. Vaporous brains of the spiral nebulae) узнавали по непереводимому знаку.
- Абдул Альхазред (англ. Abdul Alhazred) — араб, мистик, автор «Некрономикона».
- Шамблет (англ. Shambleth) — путешественник в космосе. Это слово близкое к Шамблер из рассказа «Ужас в музее».
- Гнорри (англ. Gnorri) — бородатые, обросшие плавниками существа, строят лабиринты в сумрачном море, возле Илек-Вад. Упоминаются в рассказе «Загадочный дом на туманном утёсе».
- Тсатхоггуа (англ. Tsathoggua) — Древний бог, которому поклонялись в Гиперборее. Упоминается в произведениях: «Шепчущий во тьме», «Курган», «Вне времени».
- Клешнерукие пыхтящие существа (англ. Clawed, snouted beings) — диковинная раса с планеты Яддит с длинными загнутыми клешнями. Их тела изогнуты как у гигантского насекомого, сморщенные и покрытые жесткой чешуёй. В то же время в них имеется карикатурное сходство с человеческой фигурой. Существа могли жить тысячелетия.
- Дхолы (англ. Dholes) — чудовищные существа, которые испещрили норами всю планету Яддит, отчего она в итоге разваливается на части. Бхолы появляются в повести «Сомнамбулический поиск неведомого Кадата».
- Отродья Ктулху (англ. Spawn of Cthulhu) — существа населявшие Землю миллионы лет назад. Упоминаются в повести «Хребты Безумия».

## Локализация
- Языки: тзат-йо (англ. Tsath-yo), наакальский (англ. Naacal), р’льехский (англ. R’lyehian).
- Древние города: Шаддад, Петра, Земля дервиши, Ирем, Гиперборея.
- Страна снов: Йан-хо (англ. Yian-Ho), Ленг (англ. Aeon-old Leng), Атлаанат (англ. Atlaanât), Ултар (англ. Ulthar), Илек-Вад (англ. Ilek-Vad), Укранос (англ. Oukranos), Клед.(англ. Kled).
- Планеты: Яддит, (англ. Yaddith), Китанил (англ. Kythanil), Стронти (англ. Shonhi), Мтуру (англ. Mthura), Кат (англ. Kath), Юггот (англ. Yuggoth), Кайнарт (англ. Kynarth), галактика Шонхи (англ. Galactic Shonhi), Нептун, Юпитер, Марс.
- Звезды: фантастический мир с пятью разноцветными светилами, тройная звезда Нитон (англ. Nython), Солнце.

## «Мифы Ктулху»
Лавкрафт создал отдельную мифологическую базу о пришельцах, которые в древности посещали Землю— эти элементы лежат в основе «Мифов Ктулху». В рассказе «Зов Ктулху» описаны мифы пришельцах спустившихся со звезд. В повести «Хребты Безумия» описаны Потомки Ктулху и Старцы, которые создали первых существ на Земле и Шогготов. В рассказе «Вне времени» упоминается гора Яддит-го и Отродья Юггота. В повести «За гранью времён» Великая раса Йит с помощью машины перемещала сознание в тела других инопланетян и построила город библиотеку, где описаны тысячи миров. В рассказе «За стеной сна» инопланетный разум путешествовал как световой луч сквозь космос. В рассказе «Карающий Рок над Сарнатом» впервые упоминаются Древние боги, которые пришли с Луны.
На протяжении всего своего творчества Лавкрафт упоминает Древних (англ. Ancient Ones), Древних богов (англ. Ancient Gods), Древнюю расу (англ. Ancient race), Старцев (англ. Elder Things), Старейшин (англ. Elder Ones), Старшую расу (англ. Elder Race), Расу гигантов (англ. Titan race), Старшую расу на Земле (англ. Elder earth-race) и похожие названия, но их описание меняется, адаптируясь под изменившиеся интересы автора. В рассказе «Иные Боги» упоминаются боги внеземного ада.
Мифология Древнего Египта часто служит фоном для «Лавкрафтовских ужасов», а также её использовал Эдгар По, последователем которого является сам Лавкрафт. Лавкрафт ставит в центр космоса самого могущественного из богов — Азатота. Однако, в этом рассказе описано иное божество. В мифологии Древнего Египта в центре мира стоит Предвечный бог Атум, который создал восемь главных богов (Огдоада), от которых произошли сотни других божеств. В космогонии Древнего Египта описано, что божества перемещаются в космосе и Иных мирах, чтобы вершить цикл жизни. «Первые Врата» и «Окончательные Врата» похожи на врата в Иной мир либо «Врата ада».
Древнейшие имеют черты нечистой силы. Змеиная пещера является культовым местом, где сектанты проводили шабаш. Некоторые детали окружения похожи на Загробный мир. Древние похожи на фигуры в горах Тартара. Остановить время может лишь Дьявол. Картер в космосе преображается и создает множество других существ по своему образу и подобию. Древний говорит, что Картер — и все остальные его детища — не что иное, как проявления образов высшего и единого божества.

## Запретные книги
«Пнакотические манускрипты» (англ. Pnakotic Manuscripts)
«Некрономикон» (англ. Necronomicon)
Пергамент на языке Наакаль (англ. Naacal).
«Книга Тота» (англ. Book of Thoth)
«Таблички Нхинг» (англ. Tablets of Nhing)

## «Страна Лавкрафта»
Лавкрафт описывает Землю в доисторические времена: 
Пейзаж описывает невероятные растения, скалы, горы, нечеловеческие строения. Там были подводные города с их обитателями и башни в Великих пустынях, где шары, цилиндры и безымянные крылатые существа влетали в космос и приземлялись обратно.
Лавкрафт описывает хаотические космические миры в космосе и планету Яддит:
Призрачный, фантастический мир с пятью разноцветными солнцами и головокружительными черными кручами, где обитают похожие на тапиров существа с клешнями, высятся причудливые башни, и прорыты страшные туннели, а в небе парят цилиндры. Планета прочнее остальных, связана с иными мирами и, обосновавшись на ней, Картер смог совершить ряд путешествий на планеты, с которыми издавна торговали клешнерукие.

## Связь с другими произведениями
В рассказе «Серебряный ключ» описаны основные положения истории Рэндольфа Картера, прямым продолжением которой является этот рассказ.
В рассказе «Зов Ктулху» описан неизвестный остров посреди Тихого океана, где моряки нашли циклопические постройки и Ктулху.
В повести «Шепчущий во тьме» описаны Ми-го с планеты Юггот.
В повести «Сомнамбулический поиск неведомого Кадата» описаны парящие фигуры на пьедесталах.
В рассказе «Грёзы в ведьмовском доме» ведьма использует символы, чтобы перемещаться в Иные миры, а герой также забывает нужные из них.
В рассказе «Неименуемое» описан писатель Картер, который упоминается в этом рассказе.
В повести «Случай Чарльза Декстера Варда» описана связь колдунов с космосом и впервые упоминается Йог-Сотот.
В рассказе «Вне времени» упоминается Йан-хо.
В рассказе «Безымянный город» упоминается Ирем.
Пришельцы описаны в отдельной серии произведений Лавкрафта: «За стеной сна», «Из глубин мироздания», «Цвет из иных миров», «Шепчущий во тьме», «Хребты Безумия», «За гранью времён», «Вызов извне», «В стенах Эрикса», «Врата серебряного ключа», «Окно в мансарде», «Пришелец из космоса» и «Ночное братство».

## Медиа
«Врата Серебряного Ключа» представлены в «Lovecraftian: The Shipwright Circle» Стивена Филиппа Джонса. Его серия «Lovecraftian» соединяет рассказы Лавкрафта в единую вселенную.

## Цитаты
- Иллюзия — единственная реальность.
- Да и само время не более чем иллюзия.